# Condado de Treviño (título nobiliario)

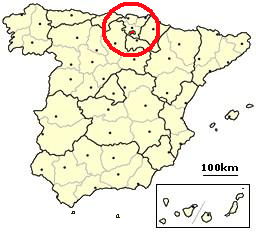
Situación del condado de Treviño, provincia de Burgos, España.

Treviño, Burgos. Enclavado totalmente en tierras alavesas.

El condado de Treviño es un título nobiliario español, creado el 3 de noviembre de 1453 por Juan II de Castilla para Diego Gómez Manrique de Lara y Castilla, ix señor de Amusco, hijo de Pedro Manrique de Lara y Mendoza, viii señor de Amusco, y de Leonor de Castilla y Alburquerque.
El nombre del título, hace referencia al enclave de Treviño, perteneciente a la provincia de Burgos aunque rodeado de tierras alavesas. Fue fundada en 1161 por el rey de Navarra Sancho VI el Sabio, pero desde 1200 perteneció a la Corona de Castilla.

## Condes de Treviño
|                                  | Titular                                               | Periodo                          |
| Creación por Juan II de Castilla | Creación por Juan II de Castilla                      | Creación por Juan II de Castilla |
| -------------------------------- | ----------------------------------------------------- | -------------------------------- |
| i                                | Diego Gómez Manrique de Lara y Castilla               | 1453-1458                        |
| ii                               | Pedro Manrique de Lara y Sandoval                     | 1458-1515                        |
| iii                              | Antonio Manrique de Lara                              | 1515-1535                        |
| iv                               | Juan Esteban Manrique de Lara y Cardona               | 1535-1558                        |
| v                                | Juan Esteban Manrique de Lara Acuña y Manuel          | 1558-1590                        |
| vi                               | Juan Manrique de Lara                                 | 1590-1598                        |
| vii                              | Luisa Manrique de Lara                                | 1598-1627                        |
| viii                             | Jorge de Cárdenas Manrique                            | 1627-1644                        |
| ix                               | Jaime Manuel Manrique de Cárdenas                     | 1644-1652                        |
| x                                | Francisco María Manrique de Cárdenas                  | 1652-1656                        |
| xi                               | Teresa Antonia Manrique de Lara y Mendoza             | 1656-1657                        |
| xii                              | Antonio de Velasco Manrique de Mendoza Acuña y Tejada | 1657-1676                        |
| xiii                             | Francisco Miguel Manrique de Velasco                  | 1676-1678                        |
| xiv                              | Nicolasa Manrique de Mendoza                          | 1678-1709                        |
| xv                               | Ana Micaela Guevara Manrique de Velasco               | 1709-1730                        |
| xvi                              | Joaquín María Portocarrero y Manrique de Guevara      | 1730-1731                        |
| xvii                             | Diego Isidro de Guzmán y de la Cerda                  | -1849                            |
| xviii                            | Juan de Guzmán y Caballero                            | 1849-1891                        |
| xix                              | María del Pilar de Guzmán y de la Cerda               | 1891-1901                        |
| xx                               | Juan de Zabala y Guzmán                               | 1901-1910                        |
| xxi                              | María del Pilar de Zabala y Guzmán                    | 1910-1915                        |
| xxii                             | María del Pilar García-Sancho y Zabala                | 1915-1916                        |
| xxiii                            | Juan Bautista Travesedo y García Sancho               | 1917-1965                        |
| xxiv                             | José María Travesedo y Martínez de las Rivas          | 1967-1993                        |
| xxv                              | Juan Travesedo y Colón de Carvajal                    | 1994-2003                        |
| xxvi                             | Ignacio Travesedo y Juliá                             | 2003 - actual titular            |

## Historia de los condes de Treviño

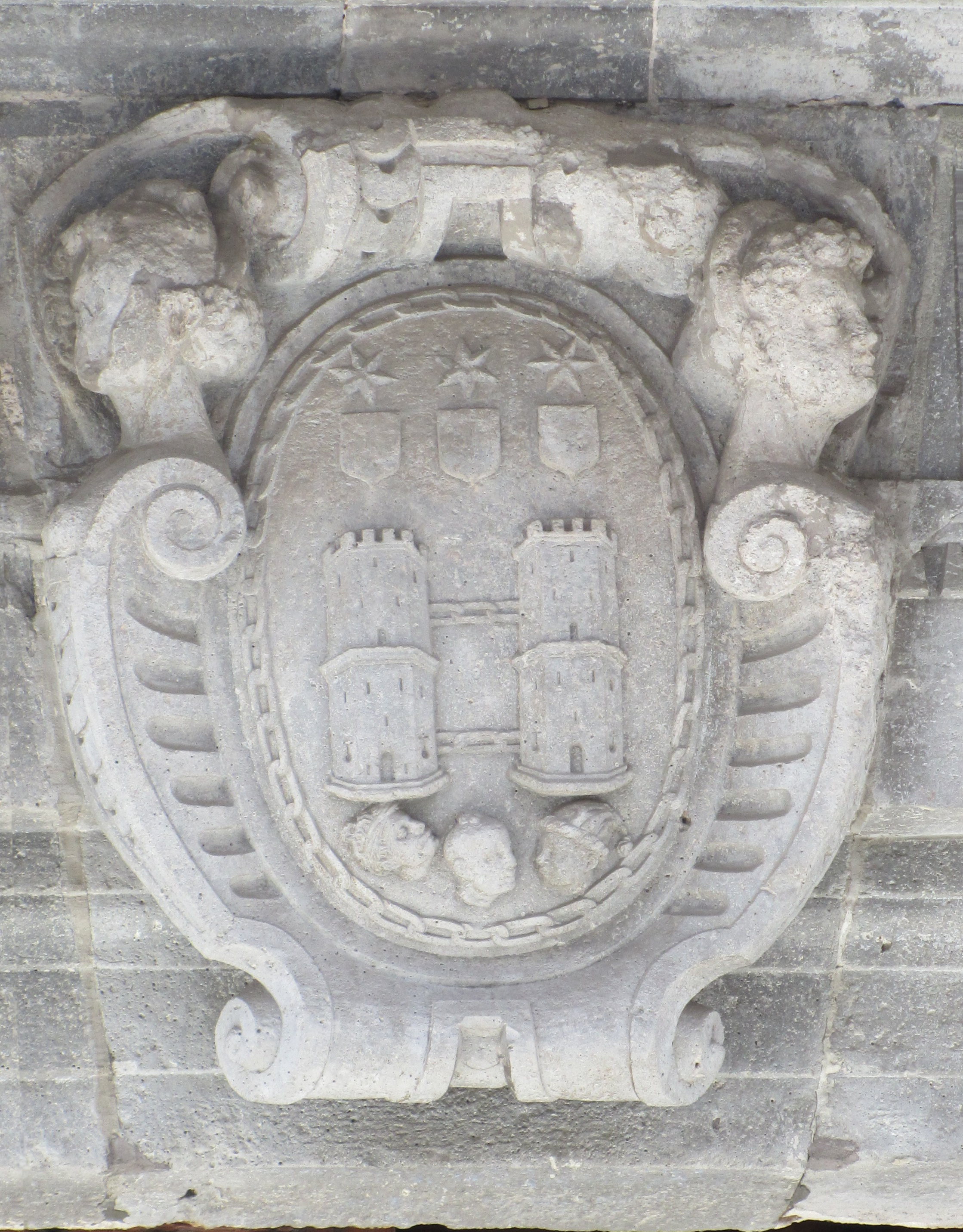
Escudo de armas de los Treviño en Ciudad Real

- i conde: Diego Gómez Manrique de Lara, ix señor de Amusco. Casó con María de Sandoval, hija del i conde de Castrojeriz y conde de Denia.

- ii conde: Pedro Manrique de Lara y Sandoval  (m. 1515), i duque de Nájera, X señor de Amusco.

Contrajo matrimonio después del 7 de marzo de 1465 con Guiomar de Castro (m. marzo de 1506). Tuvo veinte hijos legítimos y diez naturales, que dieron origen a grandes ramas nobiliarias.  Le sucedió su hijo:

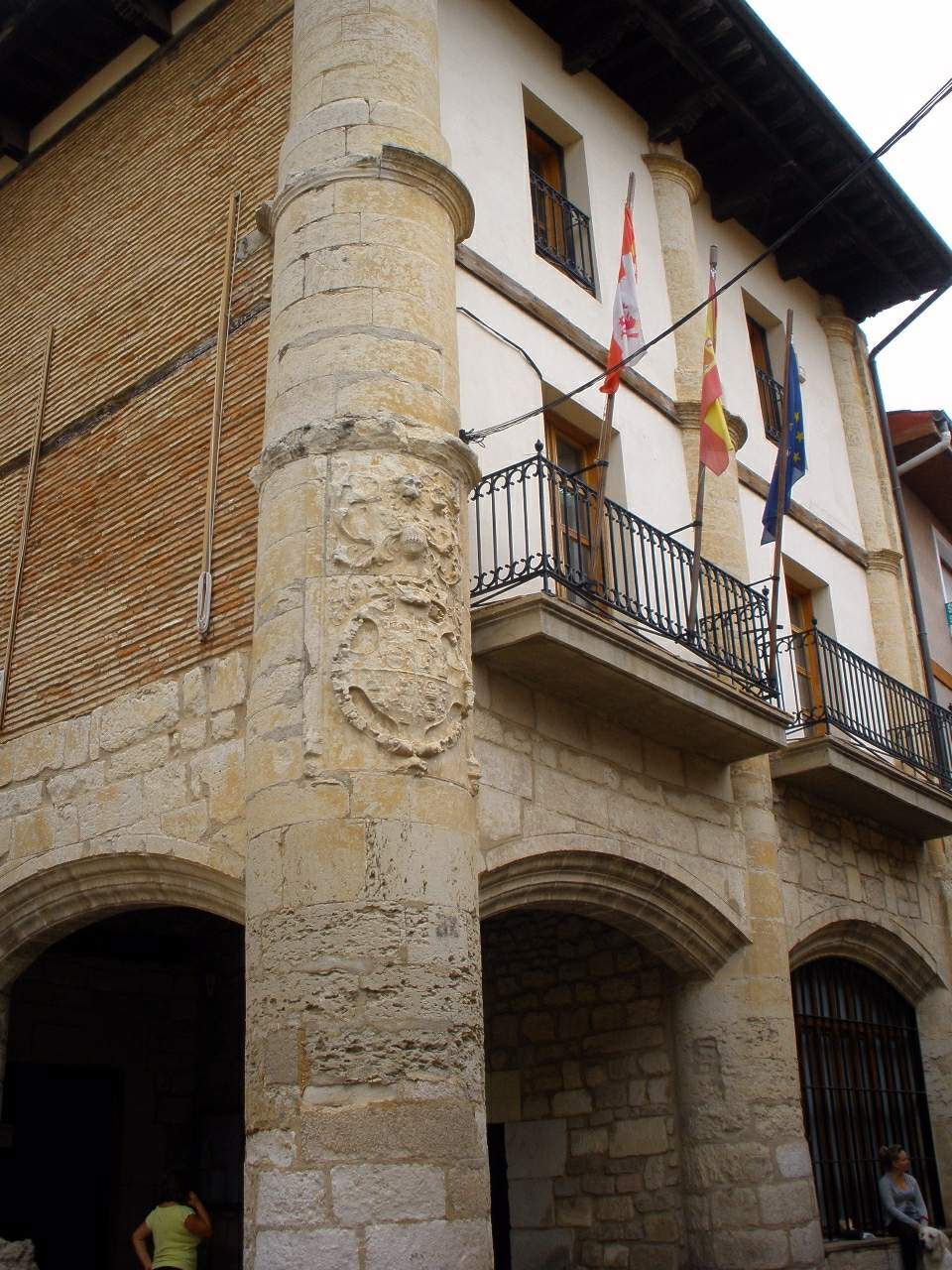
Palacio de los Condes de Treviño en Treviño. El edificio es hoy la sede del Ayuntamiento del Condado de Treviño

- iii conde: Antonio Manrique de Lara, ii duque de Nájera, xi señor de Amusco. Virrey de Navarra y caballero de la Orden del Toisón de Oro.[1]

Se casó el 23 de septiembre de 1504 con Juana de Cardona (m. 31 de enero de 1547). hija de Juan Ramón Folch de Cardona, i duque de Cardona , i marqués de Pallars , vi conde de Prades , vizconde de Villamur y barón de Entenza. Le sucedió su hijo:
- iv conde: Juan Esteban Manrique de Lara y Cardona, iii duque de Nájera, xii señor de Amusco y caballero de la Orden del Toisón de Oro.[1]

Se casó en agosto de 1529 con Luisa de Acuña y Manuel, v condesa de Valencia de Don Juan. Le sucedió su hijo:
- v conde: Juan Esteban Manrique de Lara Acuña y Manuel (10 de abril de 1533-Madrid, 5 de junio de 1600), iv duque de Nájera, virrey de Valencia, consejero de Estado y embajador en Roma y en París,[1] vi conde de Valencia de Don Juan, xiii señor de Amusco.

Contrajo matrimonio en 1549 con María Girón, hija de Juan Téllez-Girón, iv conde de Ureña.
- vi conde: Juan Manríque de Lara. Casó con María de Quiñones, hija de Luis de Quiñones, v conde de Luna.

- vii condesa: Luisa Manrique de Lara (m. 25 de junio de 1627), hija del v conde de Treviño, v duquesa de Nájera,[1] viii condesa de Valencia de Don Juan.

Se casó el 10 de febrero de 1580 con Bernardino de Cárdenas, iii duque de Maqueda iii marqués de Elche. Le sucedió su hijo:
- viii conde: Jorge de Cárdenas y Manrique de Lara (m. 24 de octubre de 1644), vi duque de Nájera , iv duque de Maqueda,[1] ix conde de Valencia de Don Juan, marqués de Elche.

Se casó con Isabel de la Cueva y Enríquez, hija de Francisco Fernández de la Cueva y de la Cueva, vii duque de Alburquerque y otros títulos, Virrey de Cataluña y de Sicilia. Le sucedió su hermano:
- ix conde : Jaime Manuel de Cárdenas y Manrique de Lara (m. 20 de octubre de 1652), vii duque de Nájera, v duque de Maqueda,[1] x conde de Valencia de Don Juan, marqués de Elche, I marqués de Belmonte.

Se casó con Inés María de Arellano, hija de Felipe Ramírez de Arellano, vii conde de Aguilar de Inestrillas. Le sucedió su hijo:
- x conde: Francisco María de Montserrat Manrique de Cárdenas (m. 30 de abril de 1656), viii duque de Nájera, vi duque de Maqueda,[1] ix conde de Valencia de Don Juan, marqués de Elche, ii marqués de Belmonte de la Vega Real. Sin descendientes.  Le sucedió, de su hermana María del Carmen Manrique de Cárdenas, que tuvo por hijo a Juan Andrés Hurtado de Mendoza, la hija de este, por tanto su sobrina nieta.

- xi condesa:  Teresa Antonia Hurtado de Mendoza y Manrique de Cárdenas (1615-1657), ix duquesa de Nájera, vii marqués de Cañete,[1], vii duquesa de Maqueda, xii condesa de Valencia de Don Juan, marquesa de Elche, iii y marquesa de Belmonte de la Vega Real.

Se casó en primeras nupcias con Fernão de Faro, conde de Vimeiro, en Portugal. Sin descendientes de este matrimonio.
Contrajo un segundo matrimonio con Juan Antonio de Torres y Portugal, iii conde de Villardompardo, ix conde de Coruña. Sin descendientes.
Se casó en terceras nupcias con Juan de Borja y Aragón, hijo de Carlos de Aragón y Borja, ii conde de Ficallo, y de María Luisa de Gurrea y Aragón, vii duquesa de Villahermosa. Sin descendientes, tampoco, de este matrimonio.  Le sucedió su sobrino, hijo de su hermana Nicolasa de Mendoza Manrique de Lara, que había casado con Alonso Fernández de Velasco iii condesa de la Revilla.
- xii conde: Antonio Manrique de Velasco Mendoza y Acuña (m. 20 de septiembre de 1676), x duque de Nájera,[1] xiii conde de Valencia de Don Juan, v marqués de Belmonte de la Vega Real, viii marqués de Cañete, iv conde de la Revilla.

Contrajo un primer matrimonio el 19 de junio de 1666 con Isabel de Carbajosa, hija de Manuel de Carbajosa, iii marqués de Jodar.
Se casó en segundas nupcias el 19 de abril de 1668 con María Micaela de Tejada Mendoza y Borja. Le sucedió su hijo del primer matrimonio.
- xiii conde: Francisco Miguel Manrique de Mendoza y Velasco (m. 11 de julio de 1678)

, xi duque de Nájera, ix marqués de Cañete, vi marqués de Belmonte de la Vega Real, xiv conde de Valencia de Don Juan, v conde de La Revilla. Le sucedió su hermana:
- xiv condesa: Nicolasa Manrique de Mendoza y Velasco (1672-1709), xii duquesa de Nájera,[3] x marquesa de Cañete, xv condesa de Valencia de Don Juan, vi condesa de la Revilla, vii condesa de Belmonte.

Se casó el 6 de junio de 1687 con Beltrán Vélez de Guevara, general de las Galeras de Sicilia, Nápoles y España hijo de los condes de Oñate. Le sucedió su hija:
- xv condesa: Ana Micaela Guevara Manrique de Velasco (1691-12 de mayo de 1729), xiii duquesa de Nájera,[3] xi marquesa de Cañete, XVI condesa de Valencia de Don Juan, vii condesa de la Revilla, viii condesa de Belmonte.

Se casó en primeras nupcias el 16 de mayo de 1714 con Pedro Antonio de Zúñiga, hijo de los x duque de Béjar.
Contrajo un segundo matrimonio en 1722 con José Osorio de Moscoso y Aragón (m. 1725), hijo de Luis María de Moscoso y Osorio, viii conde de Altamira.
Se casó en terceras nupcias en 1727 con Gaspar Portocarrero y Bocanegra (m. 1730), vi conde de Palma del Río, vi marqués de Almenara.
- xvi conde: Joaquín Cayetano Ponce de León Lancaster y Cárdenas,  x duque de Maqueda, vii duque de Arcos,[4] duque de Ciudad Real, xi marqués de Zahara, ix marqués de Belmonte, vii conde de Casares, ix conde de Bailén,[5] marqués de Montemayor, marqués de Elche, barón de Axpe, barón de Planes, y barón de Patraix.

Se casó en primeras nupcias el 30 de mayo de 1688 con Teresa Enríquez de Cabrera (m. 5 de abril de 1716), marquesa viuda del Carpio, hija de Juan Gaspar Enríquez de Cabrera, vi duque de Medina de Rioseco, x conde de Melgar, x conde de Rueda etc.
El 9 de noviembre de 1716 se casó en segundas nupcias con Ana María Spínola y de la Cerda (m. 18 de mayo de 1745), hija de Carlos Felipe Spínola y Colonna, iv marqués de los Balbases, y de Isabel María de la Cerda y Aragón, hija del duque de Medinaceli y de la duquesa de Cardona.
- xvii conde: Diego Isidro de Guzmán y de la Cerda (1776-12 de diciembre de 1849), xix duque de Nájera,[3] viii marqués de Montealegre, viii marqués de Quintana del Marco, ix conde de Castronuevo, ix conde de los Arcos, xiv conde de Oñate, xv conde de Paredes de Nava, vii marqués de la Laguna de Camero Viejo, conde de Castañeda, conde de Valencia de Don Juan, conde de Villamediana, conde de Campo Real, vi marqués de Guevara, xviii marqués de Aguilar de Campoo.

Se casó el 1 de agosto de 1795 María del Pilar de la Cerda y Marín de Resende (1777-17 de septiembre de 1812), su prima segunda, hija de José María de la Cerda y Cernesio, v conde de Parcent, y de María del Carmen Marín de Resende Francia y Fernández de Heredia, v condesa de Bureta.
Se casó el 7 de febrero de 1814 en segundas nupcias con María Magdalena Tecla Caballero y Terreros (1790-5 de abril de 1865). Entre los dos matrimonios tuvo 16 hijos, los tres primeros de su primer matrimonio, todos llamados Carlos Luis, murieron a poco de nacer. Le sucedió su hijo del primer matrimonio.
- xviii conde: Juan Bautista de Guzmán y Caballero (1816-1 de enero de 1890), xxii duque de Nájera,[3] xi marqués de Montealegre, xix marqués de Aguilar de Campóo, xi marqués de Quintana del Marco, xvii conde de Oñate, conde de Castronuevo. Sin descendientes. Le sucedió su hermanastra María del Pilar de Guzmán y de la Cerda.

- xix condesa: María del Pilar de Guzmán y de la Cerda,  xii marquesa de Quintana del Marco, xvi condesa de Paredes de Nava, xviii condesa de Oñate, xi marquesa de Montealegre.

Se casó con Juan de Zabala y de la Puente, i marqués de Sierra Bullones, iii marqués de la Puente y Sotomayor, v marqués de Torreblanca, vi conde de Villaseñor. Le sucedió su hijo:
- xx conde: Juan de Zabala y Guzmán (San Sebastián, 15 de agosto de 1844-Madrid, 11 de abril de 1910), xxiv duque de Nájera,[3] ii marqués de la Sierra de Bullones, xii marqués de Montealegre, ix marqués de Guevara, xiv marqués de Quintana del Marco, xi conde de Castronuevo, xix conde de Oñate.[7]

Contrajo matrimonio el 12 de mayo de 1870 con Carolina Santamarca y Donato , ii condesa de Santamarca. Sin descendientes.  Le sucedió su hermana:
- xxi condesa: María del Pilar de Zabala y Guzmán (1841-11 de febrero de 1915), xxvi duquesa de Nájera,[3] iv marquesa de Sierra de Bullones, xx marquesa de Aguilar de Campóo, xvii marquesa de Quintana del Marco, vi marquesa de Torreblanca, xx condesa de Oñate, xix condesa de Paredes de Nava, x condesa de Castañeda.

Se casó el 2 de junio de 1861 con Ventura García Sancho Ibarrondo, conde de Consuegra, Ministro de Estado, senador y alcalde de Madrid. Le sucedió su hija:
- xxii condesa: María del Pilar García-Sancho y Zabala (1864-17 de octubre de 1916), xxvii duquesa de Nájera,[3] xxi condesa de Oñate, xii marquesa de Aguilar de Campoo, v marquesa de Sierra de Bullones, vii marquesa de Torreblanca, xviii marquesa de Quintana del Marco, xi condesa de Castañeda, xxi condesa de Paredes de Nava, ii condesa de Consuegra.

Se casó el 2 de junio de 1886 con Leopoldo de Travesedo Fernández Casariego, académico de la Real de Jurisprudencia y senador. Le sucedió su hijo:
- xxiii conde: Juan Bautista Travesedo y García-Sancho (m. 27 de abril de 1965), xxviii duque de Nájera,[3] x conde de Campo Real, xxii conde de Oñate, xix marqués de Quintana del Marco, viii marqués de Torreblanca.[8]

Se casó con María del Carmen Martínez de las Rivas y Richardson. Le sucedió su hijo:
- xxiv conde: José María de Travesedo y Martínez de las Rivas[9]

Se casó con María Eulalia Colón de Carvajal. Le sucedió su hijo.
- xxv conde: Juan de Travesedo y Colón de Carvajal,[10] xxx duque de Nájera,[11] xxi marqués de Quintana del Marco, xxiii conde de Oñate, xxiv conde de Paredes de Nava, v conde de Consuegra.

Casó con Ana María Juliá y Díez de Rivera. Le sucedió su hijo:
- xxvi conde: Ignacio de Travesedo y Juliá, actual conde de Treviño,[12]

1. Casó en 2005, en la Iglesia Arzobispal Castrense de Madrid, con Ángeles Delgado Azqueta.